# Epitonium striatissimum
Epitonium striatissimum är en snäckart som först beskrevs av di Monterosato 1878.  Epitonium striatissimum ingår i släktet Epitonium och familjen vindeltrappsnäckor. Inga underarter finns listade i Catalogue of Life.